# Opalia eolis
Opalia eolis är en snäckart som beskrevs av Clench och Turner 1950. Opalia eolis ingår i släktet Opalia och familjen vindeltrappsnäckor. Inga underarter finns listade i Catalogue of Life.